# Camponotus olivieri
Camponotus olivieri é uma espécie de inseto do gênero Camponotus, pertencente à família Formicidae.